# روبرت الثالث ملك إسكتلندا

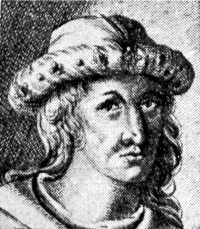
روبرت الثالث، ملك استكلندا

روبرت الثالث، (من مواليد عام 1337-4 أبريل 1406)، واسمه جون ستيوارت عند الولادة، هو ملك اسكتلندا من عام 1390 حتى وفاته. وهو أيضًا الخادم الأكبر في اسكتلندا من 1371 إلى 1390 وحمل ألقاب إيرل آثول (1367-1390) وإيرل كاريك (1368-1390) قبل أن يتولى العرش في سن 53 عامًا تقريبًا. هو الابن الأكبر لروبرت الثاني وإليزابيث موري، واعتُبر ابنًا شرعيًا من خلال الزواج الثاني لوالديه ومن خلال الإعفاء البابوي في عام 1349.
انضم إلى والده ومناصريه في تمرد ضد عمه الأكبر ديفيد الثاني ملك اسكتلندا في أوائل عام 1363، لكنه خضع له بعد ذلك بوقت قصير. تزوج من أنابيلا دروموند بحلول عام 1367. في عام 1368 نصبه ديفيد إيرلًا في كاريك. أصبح والده ملكًا عام 1371 بعد وفاة الملك ديفيد الذي لم يكن لديه ورثة. في السنوات التالية، أصبح إيرل كاريك ذو نفوذ في حكومة المملكة، لكنه أصبح نافذ الصبر مع تقدم والده في السن. في عام 1384 عُيّن إيرل كاريك ملازمًا للملك بعد أن ضغط على المجلس العام لإزالة روبرت الثاني من الحكم المباشر. شهدت إدارة كاريك إعادة إحياء للصراع مع إنجلترا. في عام 1388 انتصر الأسكتلنديون على الإنجليز في معركة أوتربيرن إذ قُتل القائد الإسكتلندي جيمس إيرل دوغلاس. بحلول هذا الوقت، أصيب كاريك بجروح بالغة من ركلة حصان، لكن خسارة حليفه القوي، دوغلاس، أدت إلى تغيرات جذرية في التحالفات إذ انتقل الدعم لصالح شقيقه الأصغر، إيرل فايف، الذي انتقل إليه منصب ملازم الملك في ديسمبر عام 1388.
في عام 1390، توفي روبرت الثاني وتولى كاريك العرش تحت اسم روبرت الثالث ولكن بدون سلطة على الحكم المباشر. استمر فايف في منصب الملازم حتى فبراير 1393 عندما أعيدت السلطة إلى الملك بالاشتراك مع ابنه ديفيد. في مجلس عام 1399، وبسبب إصابة الملك بالمرض، أصبح ديفيد، الذي كان دوق روثيساي آنذاك، ملازمًا تحت إشراف مجموعة برلمانية خاصة يسيطر عليها فايف، الذي كان دوق ألباني آنذاك. بعد ذلك، انسحب روبرت الثالث إلى أراضيه في الغرب ولفترة من الوقت كانت مشاركته في شؤون الدولة محدودة أو معدومة. كان عاجزًا عن التدخل عندما نشأ نزاع بين ألباني وروثيساي في عام 1401، مما أدى إلى سجن دوق روثيساي ووفاته في مارس 1402. برأ المجلس العام ألباني من التهم وأعيد إلى منصبه كملازم. العائق الأخير أمام ملكية ستيوارت في ألباني هو الابن الوحيد للملك، جيمس، إيرل كاريك. بعد صدام مع حلفاء دوغلاس في ألباني في عام 1406، حاول جيمس البالغ من العمر 11 عامًا الفرار إلى فرنسا. اعتُرض طريق السفينة وأصبح جيمس أسير هنري الرابع ملك إنجلترا. توفي روبرت الثالث بعد وقت قصير من علمه بسجن وريثه.

## نشأته
ولد جون ستيوارت حوالي عام 1337 والده روبرت، الخادم الأكبر في اسكتلندا ووريث العرش المفترض، وزوجته إليزابيث موري. والدة روبرت، مارجوري، وأخوها غير الشقيق، ديفيد الثاني، هما أبناء أول ملك لبروس، روبرت الأول. تزوج روبرت ستيوارت وإليزابيث موري في عام 1336 عن طريق الزواج التقليدي، المعترف به باعتباره ملزمًا قانونًا ولكن غير معترف به من قبل الكنيسة. انتُقد الزواج مُعتبرًا أنه غير قانوني، لذلك تزوجا مرة ثانية في عام 1349، بعد تلقي إعفاء بابوي من البابا كليمنت السادس بتاريخ 22 نوفمبر 1347. لذلك، على الرغم من أن أطفالهم كانوا شرعيين بالفعل، فقد ولدوا بعد الزواج الأول لوالديهم، لكن مُنحت الشرعية لجون وإخوته الثلاثة وأخواته الست من خلال الزواج الثاني لوالديهم الذي اعترفت به الكنيسة. سُجل جون، الذي كان مُسجلًا على أنه لورد كايل، لأول مرة في خمسينيات القرن الثالث عشر كقائد لحملة في لوردشيب أنانديل لإعادة السيطرة الاسكتلندية على الأراضي المحتلة الإنجليزية. في عام 1363، انضم إلى والده مع إيرل دوغلاس ومارش في تمرد فاشل ضد عم روبرت، ديفيد الثاني. كان هناك أسباب مختلفة وراء التمرد. في عام 1362، دعم ديفيد الثاني العديد من المفضلين عنده في البلاط الملكي في الوصول إلى ألقابهم على مقاطعات ستيوارت المتمثلة في مونتيث وأحبط مطالبات ستيوارت بأرض فايف. قد يكون تورط الملك والزواج الأخير مع مارغريت دروموند يمثلان أيضًا تهديدًا في أرض خادم الملك الخاصة في ستراثيرن حيث كان للدروموند أيضًا مصالح، بينما لم يثق دوغلاس ومارش في نوايا ديفيد تجاههم. إذ كان هؤلاء النبلاء غير راضين بتبديد الملك للأموال المقدمة له للحصول على فدية، ولاحتمال إرسالهم إلى إنجلترا كضمان لمدفوعات الفدية. يبدو أن الخلاف بين الملك وعائلة ستيورات قد سُوي قبل نهاية ربيع عام 1367.
في 31 مايو، انسحب الخادم الأكبر من ولايته على أرض آثول وسلمها لجون الذي كان في ذلك الوقت متزوجًا بالفعل من أنابيلا دروموند، ابنة شقيق الملكة المتوفى، السير جون دروموند. دعم ديفيد الثاني موقف جون وأنابيلا من خلال منحهما مقاطعة كاريك في 22 يونيو 1368 والموافقة الضمنية على جون كخليفة محتمل للملك. أصبحت خلافة ستيوارت عرضة للخطر فجأة عندما ألغى ديفيد الثاني زواجه من مارغريت في مارس 1369 تاركًا الحرية للملك في الزواج مرة أخرى مع احتمال أن يصبح وريثًا لبروس. 
في 22 فبراير 1371 توفي ديفيد الثاني (الذي كان يستعد للزواج من أخت إيرل مارس، أغنيس دنبار) بشكل غير متوقع، مما أسعف كل من جون ووالده. تُوّج روبرت في سكون آبي في 27 مارس 1371 وقبل هذا التاريخ كان قد أعطى جون، الذي كان وقتها الخادم الأكبر في اسكتلندا، أراضي الأجداد المحيطة بفيرث كلايد. الطريقة التي تجري بها الخلافة استلزمها روبرت الأول لأول مرة عندما استُبعدت الإناث من الخلافة وحاول ديفيد الثاني دون جدوى في عدة مناسبات لجعل المجلس يغير إجراءات الخلافة. سرعان ما تحرك روبرت الثاني لضمان خلافة جون، عندما سمى المجلس العام، الذي يحضر تتويجه رسميًا، كاريك بصفته وريثًا، في عام 1373 تلقت خلافة ستيوارت دعمًا أكبر عندما مرر البرلمان طريقة يتحدد بها كيف يمكن أن يرث كل من أبناء الملك التاج. بعد التتويج، استقال جون دنبار، الذي حصل على سيادة فايف من ديفيد الثاني، من اللقب حتى يتمكن الابن الثاني للملك، روبرت، إيرل مونتيث من نيل مقاطعة فايف، وعُوض دنبار على ذلك باستلام مقاطعة موراي.
ولد ابن، ديفيد، دوق روثيساي المستقبلي، لكاريك وأنابيلا في 24 أكتوبر 1378. في عام 1381، أطلق كاريك على نفسه لقب «ملازم المسيرات» التي أقامها بسبب صلاته بأقطاب الحدود مثل صهره، جيمس دوغلاس، ابن ويليام، إيرل دوغلاس، الذي خلفه عام 1384.